# Brent Renaud
Pour les articles homonymes, voir Renaud.
Brent Anthony Renaud est un journaliste américain né le 2 octobre 1971 à Memphis (Tennessee) et mort le 13 mars 2022 à Irpin' (oblast de Kiev, Ukraine) durant l'invasion russe de l'Ukraine.

## Biographie
Brent Renaud, né le 2 octobre 1971 à Memphis dans le Tennessee, est un réalisateur de documentaires et un photographe qui commence sa carrière en couvrant les attaques terroristes du 11 septembre à New York et la guerre qui en suit en Afghanistan. Il travaille souvent avec son frère Craig dans des zones de conflits, comme l'Irak, l'Afghanistan, ou au Mexique où ils enquêtent sur les cartels, mais ils réalisent également des documentaires sur des sujets à dimension sociale, comme sur les consommateurs d'héroïne de New York ou les mineurs délinquants de Chicago.
Le 13 mars 2022, il est tué par balles entre Irpin et Boutcha tandis qu'il couvrait l'invasion de l'Ukraine par la Russie. Un autre journaliste américain et un civil ukrainien sont blessés. Brent Renaud est le premier journaliste étranger tué durant ce conflit.

## Récompenses
Avec son frère, Brent Renaud remporte un Peabody Award pour le documentaire Last Chance High diffusé par HBO, NBC, Discovery, PBS, le New York Times, et Vice News. Les deux frères sont les fondateurs du Little Rock Film Festival.
Ils remportent également deux prix de l'Overseas Press Club et deux prix de l'Université duPont-Columbia.